# 2006年冬季残疾人奥林匹克运动会捷克代表团
2006年冬季残疾人奥林匹克运动会捷克代表团是捷克派出的2006年冬季残疾人奥林匹克运动会代表团。获得1枚银牌。